# RuPaul's Drag Race (seconda edizione)
La seconda edizione di RuPaul's Drag Race è andata in onda negli Stati Uniti a partire dal 1º febbraio 2010 sulla rete televisiva Logo TV. In Italia è stata trasmessa su Fox Life. In questa edizione il numero delle concorrenti fu portato da nove a dodici. Il casting per il programma venne aperto tramite internet il 1 maggio 2009 e, come nella prima edizione, una delle concorrenti fu scelta dal pubblico tramite una votazione online: Jessica Wild, originaria di Porto Rico. La colonna sonora utilizzata durante la sfida principale fu Jealous of My Boogie tratta dall'album Champion di RuPaul.
In questa edizione furono introdotte alcune novità che in seguito divennero comuni in tutte le serie future: ad ogni puntata, la concorrente eliminata poteva lasciare un messaggio sullo specchio utilizzando un rossetto, che poi veniva letto all'inizio della puntata successiva dalle concorrenti rimanenti; inoltre, fu introdotta una serie chiamata RuPaul's Drag Race Untucked che mostrava avvenimenti girati dietro le quinte di ogni singolo episodio.
Tyra Sanchez, vincitrice dell'edizione si è aggiudicata come premio 25000 $, una fornitura a vita di cosmetici della NYX cosmetics e il titolo di volto NYXCosmetics.com, nonché la partecipazione come artista principale al Logo's Drag Race Tour featuring Absolut Vodka cocktails e alla campagna pubblicitaria per L.A. Eye-works, aoltre a un articolo su Paper magazine, un contratto di un anno con la agenzia LGBT Project Publicity e una corona di Fierce Drag Jewels. Pandora Boxx ha vinto il titolo di Miss Simpatia.
Pandora Boxx, Jujubee e Raven prenderanno poi parte alla prima edizione di RuPaul's Drag Race All Stars, Tatianna alla seconda, Morgan McMichaels e Shangela alla terza, mentre Jujubee riprenderà nuovamente parte alla quinta, Sonique e Pandora Boxx prenderanno parte alla sesta edizione, e Jessica Wild alla ottava. Ciò ne fa l'edizione da cui più concorrenti sono state richiamate in un'edizione di All Stars: i due terzi dell'intero cast, al 2023.
Nel dicembre 2011, Amazon.com ha pubblicato questa serie in DVD tramite il loro CreateSpace program.

## Concorrenti
Le dodici concorrenti che hanno partecipato al reality show sono state:
| Concorrente              | Vero nome               | Età | Città                    | Posizionamento |
| ------------------------ | ----------------------- | --- | ------------------------ | -------------- |
| Tyra Sanchez             | James Ross IV           | 21  | Orlando – Florida        | Vincitrice     |
| Raven                    | David Petruschin        | 30  | Riverside – California   | 2º posto       |
| Jujubee                  | Airline Inthyrath       | 25  | Boston – Massachusetts   | 3º posto       |
| Tatianna                 | Joey Santolini          | 21  | Falls Church – Virginia  | 4º posto       |
| Pandora Boxx             | Michael Steck           | 37  | Rochester – New York     | 5º posto       |
| Jessica Wild             | José David Sierra       | 29  | San Juan – Porto Rico    | 6º posto       |
| Sahara Davenport (†)     | Antoine Ashley          | 25  | New York – New York      | 7º posto       |
| Morgan McMichaels        | Thomas White            | 28  | Mira Loma – California   | 8º posto       |
| Sonique                  | Kylie Love              | 26  | Atlanta – Georgia        | 9º posto       |
| Mystique Summers Madison | Donte Sims              | 25  | Bedford – Texas          | 10º posto      |
| Nicole Paige Brooks      | Bryan Christopher Pryor | 36  | Atlanta – Georgia        | 11º posto      |
| Shangela Laquifa Wadley  | D.J. Pierce             | 28  | Studio City – California | 12º posto      |

## Tabella eliminazioni
| Ordine | Episodi  | Episodi  | Episodi  | Episodi  | Episodi  | Episodi  | Episodi  | Episodi  | Episodi  | Episodi      |
| Ordine | 1        | 2        | 3        | 4        | 5        | 6        | 7        | 8        | 9        | 11           |
| ------ | -------- | -------- | -------- | -------- | -------- | -------- | -------- | -------- | -------- | ------------ |
| 1      | Morgan   | Sahara   | Tyra     | Tatianna | Tyra     | Jessica  | Raven    | Raven    | Tyra     | Tyra Sanchez |
| 2      | Tyra     | Tyra     | Jessica  | Pandora  | Raven    | Raven    | Jujubee  | Tatianna | Raven    | Raven        |
| 3      | Pandora  | Jujubee  | Pandora  | Jessica  | Jujubee  | Pandora  | Tyra     | Tyra     | Jujubee  | Jujubee      |
| 4      | Jessica  | Mystique | Sahara   | Raven    | Jessica  | Tatianna | Pandora  | Jujubee  | Tatianna |              |
| 5      | Sonique  | Jessica  | Sonique  | Sahara   | Pandora  | Tyra     | Tatianna | Pandora  |          |              |
| 6      | Raven    | Morgan   | Morgan   | Tyra     | Tatianna | Jujubee  | Jessica  |          |          |              |
| 7      | Jujubee  | Tatianna | Jujubee  | Jujubee  | Sahara   | Sahara   |          |          |          |              |
| 8      | Tatianna | Pandora  | Tatianna | Morgan   | Morgan   |          |          |          |          |              |
| 9      | Nicole   | Sonique  | Raven    | Sonique  |          |          |          |          |          |              |
| 10     | Mystique | Raven    | Mystique |          |          |          |          |          |          |              |
| 11     | Sahara   | Nicole   |          |          |          |          |          |          |          |              |
| 12     | Shangela |          |          |          |          |          |          |          |          |              |

Legenda:
     Il concorrente ha vinto la gara
     Il concorrente si è piazzato al secondo posto
     Il concorrente si è piazzato al terzo posto
     Il concorrente ha vinto la puntata
     Il concorrente figura tra gli primi ma non ha vinto la puntata
     Il concorrente è salvo ed accede alla puntata successiva (l'ordine di chiamata è casuale)
     Il concorrente figura tra gli ultimi ma non ed è a rischio eliminazione
     Il concorrente figura tra gli ultimi 2 ed è a rischio eliminazione
     Il concorrente è stato eliminato

## Giudici
- RuPaul
- Santino Rice
- Merle Ginsberg

### Giudici ospiti
- Mike Ruiz
- Kathy Griffin
- Dita Von Teese
- Kim Coles
- Lisa Rinna
- Niecy Nash
- Kathy Najimy
- Tanya Tucker
- Mathu Andersen
- Martha Wash
- Terri Nunn
- Henry Rollins
- Gigi Levangie Grazer
- Jackie Collins
- Jeffrey Moran
- Toni Ko
- Debbie Reynolds
- Cloris Leachman

## Riassunto episodi

### Episodio 1 -Gone with the Windows
- La mini sfida: La puntata si apre con l'ingresso di tutti i concorrenti e si scopre che alcuni si conoscono l'uno l'altro: Raven e Morgan, Shangela e Sahara, Nicole e Sonique. I concorrenti sono chiamati a posare in un servizio fotografo ispirato al film Via col vento, in cui devono mettere in posa su un cannone affiancati da due modelli con un forte vento generato da un ventilatore. Mike Ruiz è il fotografo che dà le direttive ai concorrenti. Raven viene dichiarata vincitrice della minisfida.
- La sfida principale: I concorrenti sono chiamati a realizzare un outfit utilizzando solamente tende e utensili legati alle tende, avendo vinto la minisfida Raven ha la possibilità di scegliere per prima, mentre gli altri dovranno lottare per avere le tende da utilizzare per la realizzazione dell'outfit. Dopo la presentazione del loro outfit vengono giudicate da Kathy Griffin, Mike Ruiz (giudici ospiti della puntata), Santino Rice, Merle Ginsberg e lo stesso RuPaul. Morgan viene dichiarata vincitrice della puntata e riceve l'immunità per la puntata successiva, gli outfit di Tyra e Pandora vengono considerati i migliori subito dopo quello di Morgan. L'outfit di Mystique viene dichiarato tra i peggiori, ma non è a rischio eliminazione, Shangela e Sahara vengono dichiarate le peggiori della sfida mentre gli altri sono salvi.
- L'eliminazione: Le peggiori della sfida vengono chiamate ad esibirsi con la canzone Cover Girl di RuPaul. Shangela viene eliminata, mentre Sahara può continuare nella competizione.

### Episodio 2 -Starbootylicious
- La minisfida: I concorrenti vengono divisi in squadre di due, lasciando Mystique Summers Madison senza un partner. Per questa minisfida i concorrenti fare un makeover su delle bambole di RuPaul dando loro con un look da cattiva ragazza. Pandora Boxx e Sahara Davenport vengono scelte come migliori e diventano team leader nella sfida principale.
- La sfida principale: I concorrenti vengono divisi in due squadre, i cui componenti vengono scelti dai due migliori. Pandora sceglie Morgan, Sonique, Tatianna, Raven e Nicole, mentre Sahara sceglie Jessica, Jujubee, Tyra e Mystique. Le due squadre devono realizzare un numero burlesque in un nightclub di Hollywood usando come base la canzone Tranny Chaser di RuPaul. Inoltre devono vendere fuori dal locale delle gift card ai passanti. La squadra che avrà guadagnato più soldi dalla vendita delle gift card e dalle mance lasciate durante l'esibizione vincerà la sfida. Giudici ospiti della puntata sono Dita Von Teese e Kim Coles. Dopo la passerella principale, in cui i concorrenti dovevano mostrare il loro look d'alta classe, RuPaul dichiara che la squadra di Sahara è stata la migliore e che Sahara è la vincitrice della puntata. Morgan avendo l'immunità passa direttamente alla puntata successiva, Sonique, Pandora e Tatianna vengono dichiarate salve mentre Nicole Paige Brooks e Raven vengono dichiarate le peggiori della sfida.
- L'eliminazione: Le peggiori della sfida vengono chiamate ad esibirsi con la canzone My Lovin' (You're Never Gonna Get It) delle En Vogue. Nicole Paige Brooks viene eliminata, mentre Raven può continuare nella competizione.

### Episodio 3 -Country Queens
- La minisfida: I concorrenti entrano nello studio, dove notano un lungo tavolo. RuPaul introduce la minisfida che consiste in un gioco chiamato Pollo o Cosa? in cui i concorrenti bendati devono mangiare carne fritta e indovinare se si tratta di pollo o altro animale. I primi due concorrenti ad indovinare per tre volte vincono la sfida. Morgan, Mystique e Pandora sono a pari merito con tre punti. Per stabilire i due vincitori, i tre concorrenti devono mangiare un cestino pieno di pollo, alligatore, coniglio e cervello di mucca fritto il prima possibile. I primi due a terminare il cestino sono Morgan e Mystique.
- La sfida principale: I concorrenti vengono divisi in due squadre, i componenti vengono scelti dai migliori della minisfida. Morgan sceglie Sonique, Raven, Sahara e Tyra, mentre Mystique sceglie Jessica, Jujubee, Pandora e Tatianna. Le due squadre devono realizzare uno spot commerciale in stile country per Disco Extra Greasy Shortening. I due team leader assegnano i ruoli come segue:

| Personaggio | The McCoys | The Hatfields |
| ----------- | ---------- | ------------- |
| La creatura | Jessica    | Raven         |
| Ellie Mae   | Jujubee    | Sahara        |
| Zia         | Pandora    | Sonique       |
| Bambina     | Tatianna   | Tyra          |
| Nonna       | Mystique   | Morgan        |

Le due squadre registrano lo spot commerciali con l'aiuto e le correzioni di RuPaul e Kathy Najimy. Sulla passerella principale i concorrenti sono chiamati a mostrare il loro miglior look country. Giudici ospiti della puntata sono: Kathy Najimy e Tanya Tucker. Morgan, Sonique, Sahara, Jujubee e Tatianna vengono dichiarate salve. Tyra viene dichiarata vincitrice della puntata, Mystique viene dichiarata tra le peggiori, stessa cosa per Raven che per la seconda volta consecutiva è tra le peggiori della sfida e rischia l'eliminazione. I restanti concorrenti (Pandora e Jessica) sono salvi.
- L'eliminazione: Le peggiori della sfida vengono chiamate ad esibirsi con la canzone I Hear You Knocking di Wynonna Judd. Mystique Summers Madison viene eliminata, mentre Raven può continuare nella competizione.

### Episodio 4 -The Snatch Game
- La minisfida: I concorrenti per la minisfida devono indovinare, o essere il più vicino possibile, il prezzo di oggetti legati al mondo delle drag queen. Il gioco è diviso in tre match, il vincitore di ogni match andrà avanti fino al vincitore che avrà la possibilità di chiamare a casa. Raven vince la minisfida.
- La sfida principale: Per la loro sfida principale i concorrenti parteciperanno ad una versione del noto programma televisivo The Match Game che verrà chiamato The Snatch Game. I concorrenti dovranno scegliere una celebrità e impersonarla per l'intero gioco. Phoebe Price e Alec Mapa sono i concorrenti del gioco. Lo scopo del gioco è essere il più divertenti possibili. Le celebrità scelte dai concorrenti sono state:

| Concorrente       | Celebrità Impersonata |
| ----------------- | --------------------- |
| Jessica Wild      | RuPaul                |
| Jujubee           | Kimora Lee Simmons    |
| Morgan McMichaels | P!nk                  |
| Pandora Boxx      | Carol Channing        |
| Raven             | Paris Hilton          |
| Sahara Davenport  | Whitney Houston       |
| Sonique           | Lady Gaga             |
| Tatianna          | Britney Spears        |
| Tyra Sanchez      | Beyoncé               |

Lisa Rinna e Niecy Nash sono gli ospiti giudici di questa puntata. Dopo la passerella principale, dove i concorrenti mostrano un outfit che li rappresenta, ricevono una valigetta: se all'interno è presente una scarpa col tacco sono salvi e possono lasciare il palcoscenico, altrimenti devono restare per il giudizio. Tyra, Raven, Jessica e Sahara trovano la scarpa col tacco al contrario di Tatianna, Jujubee, Sonique, Pandora e Morgan. Dopo i giudizi Tatianna viene dichiarata vincitrice, Jujubee e Pandora sono salve mentre Sonique e Morgan sono a rischio eliminazione.
- L'eliminazione:Sonique e Morgan vengono chiamate ad esibirsi con la canzone Two of Hearts di Stacey Q. Morgan viene salvata mentre Sonique viene eliminata.

### Episodio 5 -Here Comes the Bride
- La minisfida: Per la minisfida di questa puntata i concorrenti devono decorare una scatola bianca usando materiali forniti da loro e qualcosa preso in prestito da un altro concorrente. Raven vince la sfida.
- La sfida principale: La sfida principale di questa puntata consiste nel realizzare due outfit legati al matrimonio: quello dello sposo e quello della sposa. I concorrenti dovevano scegliere e personalizzare sia entrambi i look per un servizio fotografico. Avendo vinto la minisfida, Raven ha possibilità di scegliere per prima l'abito da sposa e di scegliere l'ordine degli altri concorrenti. A Raven seguono Morgan, Jujubee, Sahara, Jessica, Tyra, Pandora e per ultima Tatianna. Giudici ospiti della puntata sono Mathu Andersen e Martha Wash. Sulla passerella principale i concorrenti mostrano i loro abiti da sposa e li vengono mostrate le foto. Tyra vince la puntata essendo la migliore, Tatianna viene salvata poiché aveva l'immunità essendo la vincitrice della puntata precedente. Jujubee, Jessica, Raven e Pandora sono salve. Morgan e Sahara sono le peggiori della puntata e sono a rischio eliminazione.
- L'eliminazione: Le due peggiori si devono esibire in playback con la canzone Carry On di Martha Wash. Morgan McMichaels viene eliminata e Sahara si salva dall'eliminazione.

### Episodio 6 -Rocker Chicks
- La minisfida: I concorrenti devono realizzare un look rock e glam su delle parrucche. Pandora vince la minisfida.
- La sfida principale: Per la sfida principale i concorrenti devono realizzare un outfit in stile rock ed esibirsi dal vivo, cantando una versione in stile rock di Ladyboy, canzone di RuPaul. Ad aiutare i concorrenti c'è Terri Nunn, componente della rock band Berlin. Jujubee e Jessica sono molto entusiaste della sfida, mentre Tatianna non si sente a suo agio nel cantare dal vivo. Giudici ospiti della puntata sono Terri Nunn e Henry Rollins. Jujubee e Sahara sono a rischio eliminazione in quanto le peggiori della settimana. Jessica vince la puntata, Pandora, Raven, Tyra e Tatianna sono salve. RuPaul informa i concorrenti che da questo momento in poi non concederà più l'immunità al vincitore della puntata.
- L'eliminazione: Le due peggiori si devono esibire in playback con la canzone Black Velvet di Alannah Myles. Sahara Davenport viene eliminata mentre Jujubee si salva dall'eliminazione.

### Episodio 7 -Once Upon a Queen
- La minisfida: Per la minisfida, i concorrenti dovranno "leggersi" a vicenda, ovvero dire qualcosa di cattivo ad un'altra persona, ma facendolo in modo scherzoso. Il vincitore della sfida è Jujubee.
- La sfida principale: Per la sfida principale i concorrenti devono creare un titolo per un'autobiografia che rappresentasse se stessi, e che avrebbero anche dovuto pensare alla copertina e per realizzarla avrebbero posato per un servizio fotografico. I titoli delle autobiografie erano:

| Concorrente  | Titolo del libro in originale                                                                                     | Traduzione titolo del libro                                                                                              |
| ------------ | --- | --- |
| Jessica Wild | Jessica Wild: Dreams of a Golden Child                                                                            | Jessica Wild: Sogni di un Ragazzo d'Oro                                                                                  |
| Jujubee      | Memoires of a Gay-Sha: Jujubee’s Journey, I’m Still Here!                                                         | Memorie di una Gay-Sha: Il Viaggio di Jujubee, Sono Ancora Qui!                                                          |
| Pandora Boxx | Out of the Boxx: How Drag Saved My Life.                                                                          | Fuori dalla Scatola: Come Essere Drag Ha Salvato la mia Vita.                                                            |
| Raven        | Young, Broke, and Fabulous: The Pursuit of Finding Your Inner Trust Fund.                                         | Giovane, Senza Soldi e Favolosa: La Ricerca di Fondo Fiduciario Interno.                                                 |
| Tatianna     | Tati: From Teen Queen to Drag Superstar!                                                                          | Tati: Da Giovane Drag Queen a Drag Superstar!                                                                            |
| Tyra Sanchez | The Woman in Me: A Guide to Letting Go of the Past, Accepting the Present, and Looking Forward to a Better Future | La Donna in Me: Guida per Lasciarsi il Passato alle Spalle, Accettare il Presente e Guardare Avanti a un Futuro Migliore |

Oltre alla creazione del titolo e della copertina, i concorrenti avrebbero dovuto anche fare un'intervista, con Mark Malkin, giornalista di cronaca rosa, per la pubblicizzazione del libro nella quale avrebbero dovuto anche promuovere un nuovo cocktail creato da Absolut. Giudici ospiti della puntata sono: Gigi Levangie Grazer, Jackie Collins e Jeffrey Moran, responsabile pubblicitario per Absolut. Jessica e Tatianna sono le peggiori della sfida, Raven è la vincitrice mentre le altre sono salve.
- L'eliminazione: Le due peggiori si devono esibire in playback con la canzone He's the Greatest Dancer di Sister Sledge. Nello stupore generale Tatianna viene salvata dall'eliminazione mentre Jessica Wild viene eliminata.

### Episodio 8 -Golden Gals
- La minisfida: Per la minisfida i concorrenti devono associare i 12 concorrenti alle loro foto da bambini. Chi avrebbe indovinato il più numero di risposte corrette in meno tempo avrebbe vinto la minisfida. Il vincitore della sfida è Tatianna.
- La sfida principale: Per la sfida principale i concorrenti dovevano fare un makeover su uomini gay d'età anziana, il compito dei concorrenti era quello di farli diventare le loro madri in drag; inoltre avrebbero dovuto realizzare una coreografia cantando in playback sul palcoscenico principale. Avendo vinto la minisfida, Tatianna può scegliere per prima chi far diventare la sua madre in drag e anche scegliere quella degli altri concorrenti.

| Concorrente  | Madre in Drag Vero Nome | Madre in Drag   |
| ------------ | ----------------------- | --------------- |
| Jujubee      | Don                     | Contessa Touché |
| Pandora Boxx | Edward                  | Litter Boxx     |
| Raven        | Steven                  | Golda Lamé      |
| Tatianna     | Micheal                 | Annalisha       |
| Tyra Sanchez | Dustin                  | Big Tyra        |

Giudici ospiti della puntata sono Toni Ko, fondatrice della NYX Cosmetics, Debbie Reynolds e Cloris Leachman. Tyra e Tatianna vengono dichiarate salve, Pandora e Jujubee vengono considerate le peggiori, mentre Raven vince la puntata.
- L'eliminazione: Pandora e Jujubee si devono esibire in playback con la canzone Shake Your Love di Debbie Gibson. Jujubee viene salvata e Pandora viene eliminata dalla competizione.

### Episodio 9 -The Diva Awards
- La minisfida: I concorrenti hanno il compito di realizzare il miglior outfit utilizzando tutti lo stesso outfit ed accessori. L'outfit doveva essere realizzato senza tagliare, incollare o cucire il vestito. RuPaul decide che il miglior outfit è quello di Tyra, che vince la minisfida.
- La sfida principale: Per la sfida principale RuPaul annuncia che i concorrenti prenderanno parte ai Diva Awards in cui i concorrenti dovevano realizzare tre outfit differenti per tre categorie degli Diva Awards. Inoltre avrebbero dovuto realizzare un numero di apertura, la cui coreografia sarebbe stata realizzata da Tyra in quanto vincitrice della minisfida. Le categorie dei Diva Awards erano:

- Teen Diva Awards: dove i concorrenti devono vestirsi come stars adolescenti;
- Diva DC Press Awards: dove i concorrenti devono vestirsi come giornaliste;
- Diva Hollywood Extravaganza Awards: dove i concorrenti devono vestirsi con uno dei loro look migliori come le star sul Red Carpet.
Giudici ospiti della puntata sono Tatum O'Neal e Marissa Jaret Winokur. Tyra è la migliore della puntata e accede quindi alla finale. Tatianna e Jujubee sono le peggiori della puntata e dovranno esibirsi in playback mentre Raven è salva e accede alla finale.
- L'eliminazione: Tatianna e Jujubee si devono esibire in playback con la canzone Something He Can Feel di Aretha Franklin. Tatianna viene eliminata, mentre Jujubee si salva e prosegue verso la finale.

### Episodio 10 -The Main Event Clip Show
In questo episodio speciale RuPaul mostra immagini e contenuti inediti relativi alla stagione, mostrando scene tratte dai provini di alcune drag queen che presero parte all'edizione. Inoltre RuPaul insieme a Ongina, Shannel (concorrenti della prima edizione) e alla vincitrice BeBe Zahara Benet mostra una classifica con i 10 momenti migliori della stagione dal punto di vista della moda.
La classifica era la seguente:
- 10. Le spaccate di Mystique Summers Madison
- 9. Il vestito viola di Tatianna, episodio 2
- 8. Il vestito rosa di Jujubee, episodio 2
- 7. Il vestito country di Jessica Wild, episodio 3
- 6. Un tributo all'eleganza dei giudici e dei giudici ospiti
- 5. Il look rockstar di tutti i concorrenti, episodio 6
- 4. Il look di Raven per la sfida sul lancio del libro, episodio 3
- 3. Il vestito country di Tyra Sanchez, episodio 3
- 2. Tatianna vs. Tyra sul palco principale, episodio 5
- 1. RuPaul sul palcoscenico del programma

RuPaul fa poi un riassunto dell'edizione concentrandosi sulle tre finaliste (Raven, Tyra e Jujubee).

### Episodio 11 -Grand Finale
Santino e Merle annunciano alle concorrenti che la loro ultima sfida consiste nel comparire nel video musicale della canzone di RuPaul Jealous of My Boogie. I concorrenti lavoreranno con ospiti quali Robert Verdi, che darà loro consigli di moda, con il make-up artist Mathu Anderson, che sarà il regista del video musicale e il coreografo Ryan Heffington, che gli insegnerà piccole scene di lotta. Inoltre ognuno dei concorrenti ha un momento con RuPaul, in cui parlano di loro e del motivo per cui dovrebbero vincere la competizione.
Alle concorrente viene dato un copione per eseguire una scena con RuPaul in cui verranno schiaffeggiate. Raven dimentica le battute, Jujubee è troppo carina mentre Tyra fa una buona performance.
In questa puntata non ci sono giudici ospiti, ma solo RuPaul, Merle Ginsberg e Santino Rice. Le tre finaliste vengono giudicate in base a tutto il percorso fatto durante questa ultima prova. I concorrenti sfilano per l'ultima volta e vengono giudicati. Dopo i giudizi Jujubee viene eliminata a causa del suo outfit e per la sua mancanza di preparazione rispetto agli altri due concorrenti. Tyra e Raven vengono giudicate positivamente dai giudici, i quali definiscono Raven una star e Tyra piena di glamour e tenacia. Le due devono esibirsi in playback sulle note di Jealous of My Boogie. RuPaul annuncia che Tyra Sanchez è la vincitrice, Raven si congratula con Tyra e le due si abbracciano, ma Tyra collassa sul pavimento non riuscendo a respirare a causa dello shock. Dopo essersi ripresa a Tyra viene incoronata da RuPaul.
Nell'ultimo episodio di Untucked si vede Raven che si rifiuta di parlare con Tyra e che scrive un commento negativo sullo specchio su Tyra, scrivendo inoltre che non sarà mai una superstar. Tyra nel vedere il messaggio ride e risponde dicendo che è già una superstar e che ha vinto la competizione.

### Episodio 12 -Reunion
In questo episodio le 12 concorrenti si riuniscono insieme a RuPaul, Santino Rice e Merle Ginsberg per parlare della loro esperienza nello show: discutendo di quali sono stati i loro momenti migliori, delle sfide più difficili e delle scelte di stile effettuate delle concorrenti durante lo show. Inoltre viene annunciata Miss Simpatia: Pandora Boxx.